# Liste der Biografien/Simb
Liste der Biografien |
Portal Biografien |
Personensuche
# |
A |
B |
C |
D |
E |
F |
G |
H |
I |
J |
K |
L |
M |
N |
O |
P |
Q |
R |
S |
T |
U |
V |
W |
X |
Y |
Z |
?
 
Sa |
Sb |
Sc |
Sd |
Se |
Sf |
Sg |
Sh |
Si |
Sj |
Sk |
Sl |
Sm |
Sn |
So |
Sp |
Sq |
Sr |
Ss |
St |
Su |
Sv |
Sw |
Sy |
Sz
 
Sia |
Sib |
Sic |
Sid |
Sie |
Sif |
Sig |
Sih |
Sii |
Sij |
Sik |
Sil |
Sim |
Sin |
Sio |
Sip |
Siq |
Sir |
Sis |
Sit |
Siu |
Siv |
Siw |
Six |
Siy |
Siz
 
Sima |
Simb |
Simc |
Sime |
Simg |
Simh |
Simi |
Simj |
Simk |
Siml |
Simm |
Simn |
Simo |
Simp |
Simr |
Sims |
Simt |
Simu |
Simw |
Simz
Die Liste der Biografien führt alle Personen auf, die in der deutschsprachigen Wikipedia einen Artikel haben. Dieses ist eine Teilliste mit 18 Einträgen von Personen, deren Namen mit den Buchstaben „Simb“ beginnt.

## Simb

### Simba
- Simba, Cédric (* 1984), Schweizer Fussballspieler
- Simbachawene, George (* 1968), tansanischer Politiker
- Simbao, Kapembwa (* 1959), Minister für Arbeit und Versorgung von Sambia
- Simbar-šīpak († 1008 v. Chr.), König von Babylon

### Simbe
- Simbeck, Florian (* 1971), deutscher Schauspieler und ComedianFlorian Simbeck (* 1971)

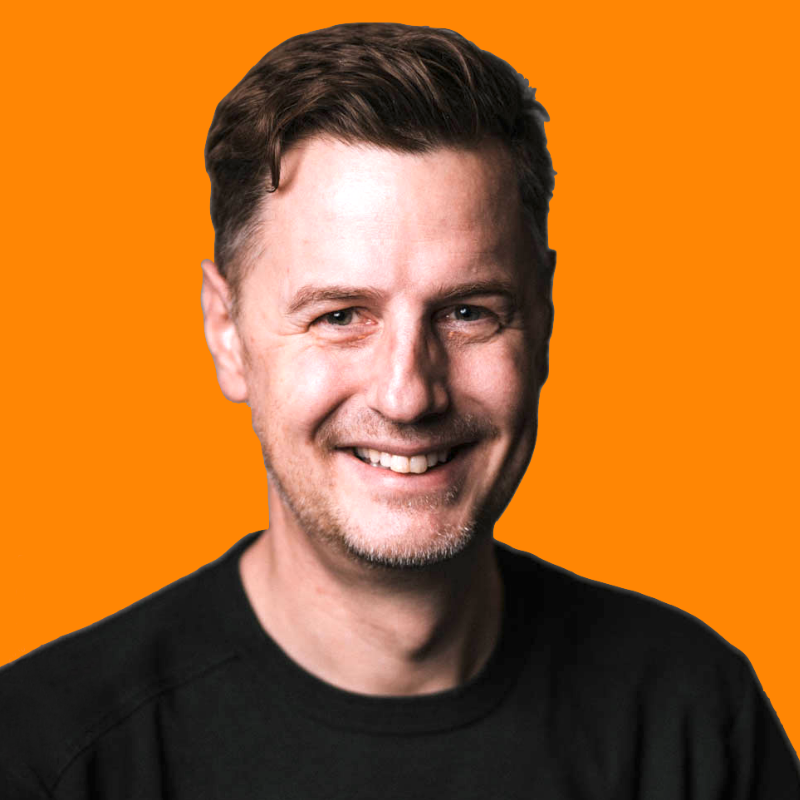
Florian Simbeck (* 1971)

- Simberg, Hugo (1873–1917), finnischer Maler und Graphiker

### Simbi
- Simbine, Akani (* 1993), südafrikanischer Sprinter
- Simbirzew, Wassili Nikolajewitsch (1901–1982), russischer Architekt und Hochschullehrer

### Simbo
- Simboli, Chris (* 1962), kanadischer Freestyle-Skisportler
- Simbolon, Rikki Martin (* 1995), indonesischer Langstreckenläufer

### Simbr
- Šimbracký, Ján († 1657), slowakischer Komponist
- Simbriger, Heinrich (1903–1976), tschechischer Komponist und Musiktheoretiker
- Simbruner, Georg (* 1945), österreichischer Arzt und Hochschullehrer

### Simbs
- Simbschen, Ferdinand von (1795–1873), k.k. Feldmarschall-Lieutenant, zweiter Inhaber des Infanterie-Regiments Nr. 57
- Simbschen, Joseph Anton von (1746–1820), kaiserlich-österreichischer Feldzeugmeister
- Simbschen, Karl von (1794–1870), kaiserlich-österreichischer Feldmarschall-Leutnant

### Simbu
- Simbu, Alphonce (* 1992), tansanischer Langstreckenläufer

### Simbw
- Simbwaye, Brendan (* 1934), namibischer Aktivist